# Георг V (король Ганновера)
Георг V (нем. Georg V.; 27 мая 1819, Берлин — 12 июня 1878, Париж) — пятый и последний царствовавший король Ганновера с 1851 по 1866 годы. Член британской королевской семьи, сын Эрнста Августа, герцога Камберлендского, и его супруги Фридерики, принцессы Мекленбург-Стрелицкой. Внук Георга III и двоюродный брат королевы Виктории.

## Биография
Родился в Берлине, получил немецкое воспитание, детство его прошло в Пруссии и Лондоне. В 1833 году 14-летний принц полностью ослеп от последствий болезни и несчастного случая. Учился музыке у К. В. Грейлиха и Ф. В. Кюкена, сочинял песни и романсы (главным образом на стихи Эрнста Шульце), которые современное музыковедение рассматривает как несколько хаотичные, но местами впечатляющие. Кавалер ордена Подвязки, пожалованного ему дядей Вильгельмом IV (1835).
29 мая 1838 года был награждён орденом Св. Андрея Первозванного.
После вступления его отца на ганноверский престол и расторжения личной унии с Великобританией в 1837 году, несмотря на слепоту, был объявлен наследником престола, хотя первоначально собирался отказаться от него. После кончины отца в 1851 году стал королём Ганновера и унаследовал также британские титулы (герцог Камберлендский и Тевиотдейлский, граф Армаг в Ирландии).
Отсутствие зрения не мешало королю вести довольно активную политику, конфликтовать с ландтагом, покровительствовать промышленности. Он основал сталелитейные заводы, которые носят имя Георга и его жены Марии, вокруг них вырос одноименный город (Георгсмариенхютте).
Во время Австро-прусской войны 1866 года принял сторону Австрии. Прусская армия оккупировала Ганновер, и вскоре он был аннексирован Пруссией, а король низложен. Георг не признал этого решения и эмигрировал в Австрию, а затем во Францию. Умер в Париже, похоронен в Великобритании в Виндзорском замке.

## Семья
С 1843 года был женат на Марии Саксен-Альтенбургской (1818—1907). Дети:
- Эрнст Август II (1845—1923), принц Ганноверский и герцог Камберлендский
- Фридерика (1848—1926)
- Мария (1849—1904)

Прямая линия ганноверских принцев существует до настоящего времени.